# فبیل سرا
فبیل سرا، روستایی از توابع دهستان بی بالان بخش کلاچای شهرستان رودسر در استان گیلان ایران است.

## جمعیت
این روستا در دهستان بی بالان بخش کلاچای قرار دارد و براساس سرشماری مرکز آمار ایران در سال ۱۳۸۵، جمعیت آن ۱۵۸ نفر (۴۱خانوار) بوده‌است.